# Kouty (district de Třebíč)
Pour les articles homonymes, voir Kouty.
Kouty (en allemand : Kouty, Kaut) est une commune du district de Třebíč, dans la région de Vysočina, en République tchèque. Sa population s'élevait à 404 habitants en 2024.

## Géographie
Radošov se trouve à 9 km à l'est-nord-est de Brtnice, à 15 km au nord-ouest de Třebíč, à 17 km à l'est-sud-est de Jihlava et à 128 km au sud-est de Prague.
La commune est limitée par Radošov au nord, par Svatoslav et Čechtín à l'est, par Červená Lhota au sud, et par Chlum au sud-ouest et à l'ouest.

## Histoire
La première mention écrite de la localité date de 1416.

## Transports
Par la route, Kouty se trouve à 12 km de Brtnice, à 15 km de Třebíč, à 24 km de Jihlava et à 150 km de Prague.